# 幸福的開關
《幸福的開關》（日语：幸福のスイッチ）主要是敘述一個平凡的家庭電器行與當地居民，因為維修電器而發生的許多小故事，是一部帶有當地人文風情的小品電影。由導演安田真奈包辦劇本，她曾有「OL導演」之稱，因為有十年的期間一邊當上班族，一邊從事電影工作，之後才成為專職導演。她花了一年的時間收集本片的材料，也曾到電器行實際工作過吸收經驗，從製作到上映總共花了三年時間。

本店實地拍攝地是以日本和歌山縣田邊市為首的附近區域，電影裡貫徹使用了當地方言，而主要演員也大都出身自日本關西地區 。

電影2006年10月14日在日本上映，和歌山縣則在10月7日先行上映，由上野樹里、澤田研二等人演出。

## 劇情簡介
稻田怜（上野樹里飾）是家中三姐妹的次女，因為小時候對父親（澤田研二飾）的某件事情有了誤會，因而對在老家開設電器行的父親不甚諒解，便隻身前往東京工作。某次接到妹妹的來信，表示因為姐姐住院家中需要人手幫忙，此次返家，卻也讓她有機會重新認識父親的工作……

## 演員
- 上野樹里
- 本上まなみ
- 澤田研二
- 中村靜香
- 林剛史
- 笠原秀幸
- 石坂ちなみ
- 新屋英子
- 深浦加奈子
- 芦屋小雁
- 田中要次

## 得獎紀錄
- 2007年 - エランドール賞 新人賞：上野樹里
- 2007年 - 第二回 大阪シネマフェスティバル 助演女優賞：本上まなみ
- 2007年 - 第二回 大阪シネマフェスティバル 脚本賞：安田真奈
- 2007年 - 第16回 日本映画批評家大賞 主演男優賞：澤田研二
- 2007年 - 第16回 日本映画批評家大賞 特別女性監督賞：安田真奈

## 相關連結
- 電影官網
- 導演的Blog （页面存档备份，存于）
- 電影相關採訪